# كاستروفيلاري
كاستروفيلاري (كالابريان: كاستروفيداري) هي بلدة ومدينة في مقاطعة كوزنسا في منطقة كالابريا بجنوب إيطاليا.

## جغرافيا
كاستروفيلاري توجد في شمال كالابريا الواقعة على الحدود مع بازيليكاتا القابعهحديقة بولينو الوطنية. الجبال تحيط المدينة بما في ذلك بولينو (2,248 م) ودولسيدورم (2,273 م)، وهي تضم جزء من حديقة بولينو الوطنية
تقع البلدة على حدود بلديات ألتومونتا، ولونجرو، وكاسانو ألو إيونيو، وسيركيارا دي كالابريا، وكيارومونتي، وسيفيتا، وفراسينيطو، ومورانو كالابرو، وسان باسيل، وساراسينا، وسان لورينزو بيليزي، وسان لورينزو ديل فالو، وتيرانوفا دي بولينو.

## التاريخ
الاسم مأخوذ من الكلمة اللاتينية التي تعود للقرون الوسطى والتي تعني «قلعة الفيلة». منذ عصور ما قبل التاريخ والمكان مأهول بالسكان. تم أنشاء المدينة وكانت محصنة بشكل أفضل
، خلال حروب العصور الوسطى بين اللومبارديين والإمبراطورية البيزنطية؛ الاسم يأتي من قلعة أقدم تسمى «ساسونيون» أو «ساكسونيون»، لذلك ظهر «كاسترون» في بعض الوثائق باسم «نيون ساسونيون»، ومن المحتمل أن يكون الاسم البيزنطي القديم مطابقًا للغة اللاتينية في القرون الوسطى «كاستروم فياروم». دخلت المدينة التاريخ رسمياً عام 1064 بعد الميلاد عندما احتل المحاربون النورمانديون «كاسترا» بقيادة روبرت جيسكارد. في عام 1090، في مقاطعة ابنه روجر بورسا، تم بناء ملاذ «القديسة مريم للقلعة» مادونا ديل كاستيلو.
اثناء حكم آل هوهنشتاوفن في جنوب إيطاليا، اكتسبت لقب مدينة وكانت نقطة البداية لكالابريا من قبل رهبانية صغار الرهبان، التي تم تأسيسها من قبل القديس فرنسيس من أسيزي.
تم إنشاء أول مبنى فرنسيسكاني في كالابريا («بروتوكونفينتو فرانشيسكانو») هنا منذ 1220 بفضل بيترو كاثين من سانت أندريا في ماركا، وهو أول بناء سابق في كالابريا. تم إنشاء القلعة منذ عام 1490 خلال حكم أراغون في جنوب إيطاليا.

## المعالم السياحية الرئيسية
- كاستيلو أراغونيزي
- بونتي ديلا كاتينا (جسر السلسلة)، يربط بين نصفي المدينة
- كنيسة سان جوليانو
- المخترع الفرنسيسكاني
- كنيسة مادونا ديل كاستيلو

## المواصلات
خدمت المدينة حتى عام 1978،  عبر محطة سكة الحديد على خط القياس المهجور الضيق الآن: لاغونيجرو- لوريا - كاستروفيلاري - سبيتسانو ألبانيز، تمتلكها الشركة الإقليمية فيروفي ديلا كالابريا.
يعبره الطريق السريع A2 (ساليرنو - ريجيو كالابريا) ويخدمه مخرجان: «كاستروفياري - مورانو كالابرو» و «كاستروفيلاري - فراسينيتو».

## رياضة
الفريق المحلي كاستروفيلاري يلعب الشطرنج في دوري الدرجة الثانية للمنتخب الإيطالي. فيما يتعلق بكرة القدم، فإن الفريق كاستروفيلاري كالتشيو أكثر الاندية تمثيلا، المعروف بلقب كاستروفيلاري. لعب النادي لعدة مواسم في دوري الدرجة الثانية C2 ،  رابع أعلى دوري كرة قدم في إيطاليا والاقل درجة احترافيا. ملعبه هو «ملعب ميمو ريندي».

## روابط خارجية
- الموقع الرسمي باللغة الإيطالية
- Castrovillari.info باللغة الإيطالية
- يوميات كاستروفيلاري باللغة الإيطالية